# Blastopsylla nigricollaris
Blastopsylla nigricollaris är en insektsart som beskrevs av Taylor 1985. Blastopsylla nigricollaris ingår i släktet Blastopsylla och familjen rundbladloppor. Inga underarter finns listade i Catalogue of Life.